# دارک‌هولد
دارک هولد ( The Darkhold) که با نام کتاب گناهان نیز شناخته می‌شود، یک کتاب خیالی گریمور است که در کتاب کامیک آمریکایی منتشر شده توسط مارول کامیکس، خلق شده‌است. دارک‌هولد در دنیای سینمایی مارول مأموران شیلد، ران‌اویز و وانداویژن استفاده شده‌است.